# Вук Гъргуревич Бранкович
Вук Гъргуревич Бранкович (на сръбски: Вук Гргуревич Бранковић) е деспот на Срем. Той е син на Гъргур Бранкович и внук на деспот Георги Бранкович.
След като баща му Гъргур бил ослепен по заповед на султан Мурад II, той се оттеглил от политическия живот и се замонашил в Хилендарския манастир, където и починал.
След завладяването на Сръбското деспотство от османците през 1459 г. при последния деспот Стефан Томашевич Котроманич, Вук Бранкович като наследник емигрирал в Унгария и продължил да претендира за титлата. Той преминал на служба при унгарския крал Матяш Корвин, който го назначил за командир на сръбските отряди в Срем в състава на унгарската армия.
През 1471 г. крал Матяш възродил Сръбското деспотство на територията на Срем като васално на Унгария и титлата „деспот“ получил Вук Бранкович срещу задължението да изплаща данък на Унгария, както и да изпраща войски в нейна подкрепа. Също така получил и обширни владения във Войводина, където се били изселили много бежанци сърби след разгрома на Сърбия.
През 1479 г. Вук Бранкович участвал със сръбската конница в битката при Хлебово поле в Трансилвания, в която унгарците и сърбите разгромили турската войска.
Имал брак с Барбара Франкопан. Починал на 16 април 1485 г.